# Richard Páez
Richard Páez Monzón (Mérida, 31 dicembre 1952) è un allenatore di calcio ed ex calciatore venezuelano, di ruolo centrocampista.
È il padre di Ricardo Páez, calciatore.

## Carriera

### Giocatore
Ha giocato per quattro squadre venezuelane; dopo il suo ritiro ha intrapreso la carriera di allenatore.

### Allenatore
Dopo aver iniziato la carriera in panchina con la squadra con la quale si è ritirato, l'Universidad de Los Andes, ha allenato altre due squadre di club prima di insediarsi da commissario tecnico alla guida del Venezuela under 20 per partecipare al Campionato sudamericano di calcio Under-20 1999, e sedette sulla panchina della nazionale di calcio venezuelana dal 2001 al 2007, anno della Copa América giocata in casa. Sollevato dall'incarico di CT, viene chiamato dai peruviani dell'Alianza Lima e dal 2010 allena il Millonarios di Bogota.

## Palmarès

### Giocatore

#### Competizioni nazionali
- Campionato venezuelano: 1

Deportivo Táchira: 1979
- Copa Venezuela: 2

Est. Mérida: 1971, 1975